# Kap Burd
Kap Burd ist ein 80 m hohes und kliffartiges Kap am nordöstlichen Ende der Antarktischen Halbinsel. Es liegt am südwestlichen Ausläufer der Tabarin-Halbinsel und begrenzt die Einfahrt zur Caleta Valenzuela im Westen.
Der Falkland Islands Dependencies Survey (FIDS) kartierte und benannte es 1946. Namensgeber ist Oliver Richard Burd (1921–1948), ein Meteorologe des FIDS, der am 8. November 1948 gemeinsam mit seinem Kollegen Michael Campbell Green (1926–1948) bei einem Brand auf der Base D in der Hope Bay ums Leben kam.